# Provincia de Bioko del Sur
Bioko del Sur es una de las 8 provincias que componen Guinea Ecuatorial y se encuentra en la región insular del país.
Situada en la parte meridional y menos poblada de la isla de Bioko (antigua Fernando Poo), limita al norte con la provincia de Bioko del Norte y al oeste, sur y este con el golfo de Guinea. Su capital es la ciudad de Luba.

## Geografía
Se localiza geográficamente entre los 3°25′ N y los 8°25′ E, en el golfo de Guinea, dista unos 50 km de las costas de Camerún.

## Demografía
La población en 2013 era de 181,525 habitantes, según la Dirección General de Estadísticas de Guinea Ecuatorial.

## Municipios y distritos
La provincia está constituida por los siguientes municipios y distritos.

### Municipios
- Luba
- Riaba

### Distritos
- Lubá (con 21 Consejos de Poblados)
- Riaba (con 14 Consejos de Poblados)